# Martin Hübscher
Martin Hübscher, né le 15 mars 1969 à Winterthour (originaire de Wattenwil), est une personnalité politique suisse, membre de l'Union démocratique du centre (UDC).

## Biographie
Martin Hübscher naît le 15 mars 1969 à Winterthour. Il est originaire de Wattenwil, dans le canton de Berne.
Il exerce la profession d'agriculteur.
Il a le grade d'appointé au sein de l'Armée suisse.
Il est marié et père de deux enfants et habite à Bertschikon.

## Parcours politique
Il siège au Conseil cantonal de Zurich du 18 mai 2015 à novembre 2023.
Il est élu député du canton de Zurich au Conseil national en octobre 2023.